# IC 185
IC 185 ist eine linsenförmige Galaxie vom Hubble-Typ S0/a pec im Sternbild Walfisch südlich der Ekliptik. Sie ist schätzungsweise 591 Millionen Lichtjahre von der Milchstraße entfernt und hat einen Durchmesser von etwa 85.000 Lj.
Im selben Himmelsareal befinden sich u. a. die Galaxien IC 176, IC 186, IC 1756, IC 1757.
Das Objekt wurde am 14. Dezember 1892 vom französischen Astronomen Stéphane Javelle entdeckt.